# Giro del Belvedere 2008
Il Giro del Belvedere 2008, settantesima edizione della corsa e valida come evento dell'UCI Europe Tour 2008 categoria 1.2, si svolse il 24 marzo 2008 su un percorso di 158,4 km. Fu vinto dall'italiano Davide Malacarne, che terminò la gara in 3h52'00", alla media di 40,96 km/h.
Partenza con 152 ciclisti, dei quali 50 portarono a termine la gara.

## Ordine d'arrivo (Top 10)
| Pos. | Corridore          | Squadra      | Tempo    |
| ---- | ------------------ | ------------ | -------- |
| 1    | Davide Malacarne   | Lucchini     | 3h52'00" |
| 2    | Matteo Collodel    | Zalf-Désirée | a 21"    |
| 3    | Pierpaolo De Negri | Lucchini     | a 43"    |
| 4    | Alessandro Mazzi   | Palazzago    | s.t.     |
| 5    | Mirko Battaglini   | Lucchini     | s.t.     |
| 6    | Paolo Locatelli    | Bergamasca   | s.t.     |
| 7    | Alessandro Colò    | Brunero      | s.t.     |
| 8    | Daniel Oss         | Zalf-Désirée | s.t.     |
| 9    | Valentino Borghesi | Spercenigo   | s.t.     |
| 10   | Andrej Kljuev      | San Marco    | s.t.     |